# ヨーロッパ自転車競技連合
ヨーロッパ自転車競技連合（ヨーロッパじてんしゃきょうぎれんごう、仏: Union Européenne de Cyclisme, 略称:UEC）は、自転車競技の大陸統括団体。本部はスイスのローザンヌにおかれている。

## ヨーロッパ選手権

欧州チャンピオンジャージー

ヨーロッパ自転車競技選手権大会（European Cycling Championships）は年に1度、ヨーロッパの都市で持ち回りで開催される。各種目の優勝者にはヨーロッパチャンピオンジャージーが与えられる。

## 主な主催大会
- UEC European Cyclo-cross Championships
- UCIヨーロッパツアー
- European Road Championships
- UEC European Track Championships
- UEC European Track Championships (under-23 & junior)
- European Mountain Bike Championships
- European BMX Championships